# Evaline Ness
Evaline Ness (Union City, 24 de abril de 1911 - Kingston, 12 de agosto de 1986) foi uma artista comercial americana, ilustradora e autora de livros infantis. Ilustrou mais de trinta livros para jovens leitores e escreveu vários livros. É conhecida por usar uma grande variedade de meios e métodos artísticos.
Como ilustradora de livros ilustrados, foi uma das três finalistas da Medalha Caldecott a cada ano de 1964 a 1966 e ganhou a Medalha de 1967 por Sam, Bangs e Moonshine, que ela também escreveu. Em 1972, ela foi indicada nos EUA para o Prêmio Hans Christian Andersen para ilustradores infantis.